# Doc Savage
 (avril 2008).
Pour les articles homonymes, voir Doc et Savage.
Doc Savage est un personnage de fiction, créé dans les années 1930 par Lester Dent et faisant partie de la génération des pulp heroes.

## Introduction
Le personnage a été créé par Henri Ralston et John Nanovic, des éditions Street and Smith. La majeure partie des 190 romans de la série a été écrite par Lester Dent entre 1933 et 1949. Le nom de plume utilisé pour la série était Kenneth Robeson. Le rythme de publication initial étant d'un roman par mois, d'autres auteurs ont contribué à la série pour décharger Lester Dent, qui dut néanmoins remanier certains romans par la suite. La série a été publiée par Street and Smith, les droits appartenant maintenant à Condé Nast. Huit romans furent écrits au début des années 1990 par Will Murray, sous le même nom de plume, basés sur des romans incomplets ou des notes laissés par Lester Dent.
Selon l'idée initiale de Ralston et les développements amenés au personnage par Dent, Doc Savage est presque devenu une sorte de Superman, menant un combat contre le mal de par le monde. Dent décrivait son héros comme un mélange de Sherlock Holmes pour sa capacité de déduction, Tarzan pour son physique exceptionnel, Craig Kennedy pour sa culture scientifique et Abraham Lincoln pour sa droiture.
Doc Savage, dont le vrai nom est « Docteur Clark Savage, Jr. », aussi connu comme « L'Homme de bronze », est un médecin, un chirurgien, un scientifique, un aventurier, un inventeur, un explorateur, un chercheur et un musicien. Une équipe de scientifiques (réunie par son père) a, dès sa naissance, entraîné son corps et son esprit pour leur donner des capacités quasi surhumaines. Il en a gardé une énorme force physique, une très grande endurance, une mémoire photographique, la maîtrise des arts martiaux et de larges connaissances scientifiques. « Il redresse les torts et punit les méchants ».
Il habite au 86e étage d'un gratte-ciel de New York, implicitement l'Empire State Building. Doc possède une flotte de voitures, de camions, d'avions et de bateaux qu'il garde dans un hangar secret sur les rives de l'Hudson, sous le nom d'Hidalgo Trading Company. Il se retire régulièrement dans sa Forteresse de la Solitude en Arctique, concept repris plus tard par Superman. Tout ceci est payé par de l'or provenant d'une mine située en Amérique centrale, léguée par son père.
Dent a basé les vêtements de Doc Savage sur ceux de l'acteur Clark Gable. Sa taille et son poids ont varié selon les romans, mais la plupart lui donnent une taille de 6 pied 6 pouces (1,98 m). Les couvertures des rééditions des années 1960 par l'illustrateur James Bama puis Bob Larkin dépeignent Doc comme un homme musclé à la peau bronzée, avec une coupe de cheveux en brosse rase dessinant une pointe prononcée au-dessus du centre du front. Ce Doc porte souvent une chemise déchirée. Bama a basé sa version de Doc sur le mannequin/acteur Steve Holland (en).
Les compagnons de Doc sont :
- l'avocat et brigadier général Theodore Marley "Ham" Brooks et son chimpanzé, Chemistry
- le chimiste et lieutenant-colonel Andrew Blodgett "Monk" Mayfair et son porcelet, Habeas Corpus
- l'ingénieur et colonel John "Renny" Renwick
- l'électricien et major Thomas J. "Long Tom" Roberts
- l'archéologue et géologue William Harper "Johnny" Littlejohn

La cousine de Doc, Patricia "Pat" Savage rejoint aussi l'équipe dans plusieurs aventures, en dépit de tous les efforts de Doc pour la tenir éloignée du danger. Pat esquive toutes ses restrictions, ainsi que tout traitement de faveur dû au fait qu'elle est une femme.
Le plus grand ennemi de Doc, et le seul à apparaître dans plus d'un roman, est le russe John Sunlight. Au début de la série, les méchants tentaient de « conquérir le monde ». Plus tard, à la suite d'une réorientation éditoriale, le personnage de Doc Savage devint un détective privé, opposé à des criminels d'envergure plus modeste.
Dans les premiers romans, certains des criminels capturés par Doc faisaient l'objet d'une « délicate opération cérébrale » pour les guérir de leur penchant criminel. Les criminels étaient ensuite rendus à la société en pleine possession de leur moyens, sans souvenirs de leur passé criminel.
Dent, le créateur de la série, posait un regard contrasté sur ses propres créations. Bien que très protecteur de ses créations, il pouvait tourner en ridicule leur aspect pulp. Interviewé, il expliquait qu'il ne se faisait pas d'illusions sur sa qualité en tant qu'auteur. Pour lui, la série des Doc Savage n'était qu'un travail, un moyen de gagner sa vie en « crachant des rames et des rames de camelote vendable ».
Tous les romans originaux en américain furent réédités sous format de poche par Bantam Books entre les années 1960 et les années 1990. Les 96 premiers volumes rééditaient un roman original par livre. Les 15 volumes suivant furent des « doubles », contenant deux romans chacun. Les derniers romans originaux furent réédités sous la forme d'une série numérotée de 13 volumes « omnibus » contenant quatre ou cinq romans chacun. Il s'agit d'une des rares séries de pulps à avoir été intégralement rééditée au format de poche. La dernière réédition de certains romans datant de plusieurs décennies, il existe un marché actif pour les éditions de Doc Savage sous tous formats, sur des sites comme eBay ou ailleurs. Il existe aussi un grand nombre de sites des fans et de groupes de discussion consacrés à Doc Savage sur Internet.
Les romans ont été traduits dans de nombreuses langues, dont le français (~45), l'allemand (~90), l'italien (~20), l'espagnol (~100), le néerlandais (~15) et le japonais.
Un film, controversé parmi les fans, intitulé Doc Savage arrive fut tourné en 1975, avec Ron Ely dans le rôle de Doc Savage. Il s'agit du dernier film produit par  George Pal. Une suite, Doc Savage : The Arch-Nemesis of Evil, a été annoncée, mais jamais filmée. Des rumeurs concernant la production d'un autre film, avec l'acteur Arnold Schwarzenegger, sont apparues au début des années 2000, mais le projet est resté en suspens. Le projet d'un long métrage (en 2016) écrit et réalisé par Shane Black (Iron Man 3, L'Arme fatale, etc.) avec l'acteur Dwayne Johnson fait place en 2020 à celui d'une adaptation en série .
Certains des gadgets décrits dans la série sont devenus réels par la suite, comme le répondeur téléphonique, la transmission automatique, les lunettes infrarouge, et les armes automatiques portables.

## Doc Savage en français
Parallèlement aux éditions américaines, des traductions françaises des romans et des comics ont été publiées dans la francophonie.

### Années 1930-1940
À la fin des années 1930, les traducteurs ont francisé le nom de Doc Savage en Franck Sauvage. Ces traductions ont été publiées sous la forme d'épisodes hebdomadaires dans des magazines pour jeunes ainsi que sous forme de romans.
Les aventures de Franck Sauvage ont été publiées en épisodes hebdomadaires dans les magazines Journal de Mickey, Robinson, Donald et Story (Belgique) durant les années 1930 sous les titres Nouvelles Aventures de Franck Sauvage ou D'Autres Aventures de Franck Sauvage. Chaque épisode est accompagné d'illustrations en noir et blanc, ressemblant à celle figurant dans les pulps américains, mais en plus stylisées. Les noms des compagnons de Doc sont francisés en Gorille (Monk) et Ted (Ham).
Ont été publiés dans ce format :
Dans Mickey
- Franck Sauvage (Man of Bronze)  1935
- Le Naufrage de l'Océanic  (Polar Treasure)  1936
- Le Météore bleu  (Meteor Menace)  janvier-mai 1937
- La Neige rouge (Red Snow)  mai-octobre 1937
- La Légion fantôme (Spook Legion)  avril-août 1938
- Le Bolide mystérieux (Secret in the Sky)  septembre-décembre 1938
- Le Démon hurlant (Roar Devil)  janvier-juillet 1939
- Le Voilier des Vikings (Quest of Qui)  juillet-novembre 1939
- La Grotte aux fantômes  (Spook Hole)  novembre 1939-avril 1940
- Le Monstre des Sargasses  (Sargasso Ogre)  1940

Dans Robinson
- Les Pirates du Pacifique (Pirate of the Pacific)  1936
- Le Magicien des mers (Sea Magician)  1937
- Le Pays de la nuit éternelle (Land of Aways-Night)  1937

Dans Donald
- L’Homme aux doigts écarlates (Man of Bronze)
- Le Monstre des Sargasses (Sargasso Ogre)

Dans Story
- Les Pirates du Pacifique (Pirate of the Pacific)  1945

Les premiers romans furent publiés en 1939 dans la COLLECTION AVENTURE. La série spécifique pour Doc Savage dans cette collection est intitulée Franck Sauvage, L'Homme Miracle. Les noms des compagnons y sont aussi francisés : Gorille (Monk) et Ted (Ham).
Bien que ces éditions possèdent la même illustration de couverture que les pulps américains correspondants, elles s'avèrent déjà au format de poche. Les couvertures sont en papier, un peu plus épais que celui des pages, et non pas en carton comme les romans qui seront publiés plus tard. Ceci rend ces éditions, vieilles de plus de 60 ans, particulièrement fragiles.
Ont été publiés dans ce format :
- La Vallée du passé (Man of Bronze)  1939 (?)
- La Vapeur du néant (Land of Terror)  1939 (?)
- L'Araignée grise (Quest of the Spider)  1939 (?)

L'auteur indiqué pour les deux formats est Guy d'Antin. On ne sait pas s'il s'agit du nom du traducteur, ou d'un nom de plume qui sonnait plus français que Kenneth Robeson. Le nom de Guy D'Antin apparaît dans une autre série mentionnée sur le dos des premières éditions (les aventures de Jacques Barnès), ainsi que pour d'autres traductions publiées vers la fin des années 1930 (aventures de Tarzan).
Franck Sauvage sera aussi le pseudonyme d'un auteur de trois romans policiers français durant les années 1950.

### Années 1960-1970
Durant les années 1960, la réédition américaine sous format de poche a permis la redécouverte de Doc Savage en langue française sous la forme d'épisodes hebdomadaires dans un magazine pour jeunes ainsi que sous forme de romans au format de poche.
Les aventures de Franck Sauvage ont été publiées de manière hebdomadaire dans le Journal de Mickey, à la fin des années 1960, début des années 1970, sous le titre des Nouvelles aventures de Franck Sauvage. Les traductions étaient abrégées et édulcorées pour le jeune lectorat, probablement reprises des traductions des années 1930-1940. Chaque épisode était accompagné d'une illustration originale, mais aucun auteur n'est crédité.
Ont été publiés dans ce format :
- Le Naufrage de l'Océanic (Polar Treasure) fév-mai 1967
- La Neige rouge (Red Snow) avril-août 1968
- Le Magicien de la mer (Sea Magician'') août-décembre 1972

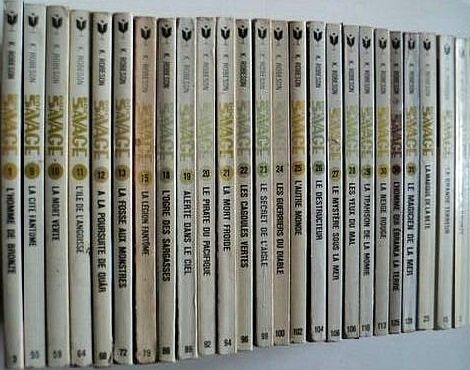
Doc Savage, version francophone Marabout (1967-76).

40 traductions des aventures de Doc Savage ont été publiées en format de poche par les éditions Marabout entre 1967 et 1976. Marabout publiait d'autres séries de romans d'action dans la même collection, d'où la double numérotation des romans. Un des numéros (dans un cercle de couleur) correspond à la position du roman dans la série spécifique (Doc Savage, Bob Morane, Dylan Stark, etc.). L'autre numéro, en bas de la tranche, correspond à la position du roman dans l'ensemble de la collection Marabout. Ceci explique aussi l'étrange numérotation des « types », car les collectionneurs utilisent la même pour tous les Marabouts. Comme la publication de Doc Savage ne couvre pas toute la durée de la collection Marabout, la numérotation des types pour Doc Savage comprend des trous.
Marabout a suivi à peu près le même ordre de publication que Bantam, mais tous les romans n'ont pas été traduits. Les raisons ayant conduit à ne pas traduire certains romans sont demeurées inconnues. Les romans sont tous crédités à Kenneth Robeson (même comme légende sous la photo de Lester Dent). Les traducteurs suivants sont crédités : Paul Forrestier, Claude Olivier, Hugues Capaix, Simon Leluigre, Henri-Francois Maubiesse, Jean Nicolas, Yvonne Gadou, Cyrille Vermeersch. Les couvertures de Marabout ont réutilisé les illustrations originales des éditions Bantam (la plupart réalisées par James Bama). Marabout a incorrectement attribué certaines des premières couvertures à James Bama. Les illustrations intérieures sont originales à l'édition et sont de Pierre Joubert et Henri Lievens.
Vers le début des années 1970, seuls Doc Savage et Bob Morane étaient encore publiés, ce qui indique le succès de Doc Savage dans la communauté francophone. Le film de 1975, diffusé dans une version doublée en français aurait dû relancer la popularité de l'Homme de bronze. Marabout saisit l'occasion pour publier une édition spéciale du roman L'Homme de bronze, contenant des photos tirées du film. Des romans épuisés furent aussi réédités. Malheureusement, l'échec du film ne permit pas à Marabout de réaliser ses attentes.
Le dernier Doc Savage fut publié en 1976 et la collection Pocket Marabout disparut une année plus tard, avec la publication du 142e Bob Morane.
Ont été publiés dans ce format :
- 1/ 3 :  L'Homme de bronze (Man of Bronze)  1967, rééd.1975 (avec photos du film)
- 2/10 : L'Homme aux mille têtes (Thousand Headed Man)   1967, rééd.1969
- 3/15 : La Grande Terreur (Meteor Menace)  1967, rééd.1975
- 4/17 : Le Trésor polaire (Polar Treasure)  1967
- 5/25 : La Marque de la bête (Brand of the Werewolf)  1967
- 6/33 : L'Oasis perdue (Lost Oasis)  1967, rééd.1969 et 1975
- 7/42 : Les Monstres (Monsters)  1968, rééd.1969
- 8/48 : Le Pays de l'épouvante (Land of Terror)  1968, rééd.1969 et 1975
- 9/55 : La Cité fantôme (Phantom City)  1968, rééd.1969 et 1975
- 10/59 : La Mort verte (Mystic Mullah)  1968, rééd.1969
- 11/64 : L'Île de l'angoisse (Fear Cay)  1968, rééd.1975
- 12/68 : À la poursuite de Quâr (Quest of Qui)  1969, rééd.1975
- 13/72 : La Fosse aux monstres (Fantastic Island)  1969, rééd.1975
- 14/76 : La Mélodie de la mort (Murder Melody)  1969
- 15/79 : La Légion fantôme (Spook Legion)  1969
- 16/82 : Le Pays de l'éternelle nuit (Land of Always-Night)  1969
- 17/84 : Le Crâne rouge (Red Skull)  1970
- 18/86 : L'Ogre des Sargasses (Sargasso Ogre)  1970, rééd.1975
- 19/89 : Alerte dans le ciel (Secret in the Sky)  1970
- 20/92 : Le Pirate du Pacifique (Pirate of the Pacific)  1970
- 21/94 : La Mort froide (Cold Death)  1971
- 22/96 : Les Cagoules vertes (Czar of Fear)  1971, rééd.1975
- 23/98 : Le Secret de l'aigle (Green Eagle)  1971, rééd.1975
- 24/100 : Les Guerriers du diable (Devil's Playground)  1971
- 25/102 : L'Autre Monde (Other World)  1971, rééd.1975
- 26/104 : Le Destructeur (Annihilist)  1971
- 27/106 : Le Mystère sous la mer (Mystery Under the Sea)  1972, rééd.1975
- 28/108 : Les Yeux du mal (Mad Eyes)  1972
- 29/110 : La Trahison de la momie (Resurrection Day)  1972
- 30/113 : La Neige rouge (Red Snow)  1973
- 31/115 : Le Poignard céleste (Dagger in the Sky)  1973
- 32/118 : Les Mystères de New York (World's Fair Goblin)  1973
- 33/123 : Les Marchands de désastre (Merchants of Disaster)  1974
- 34/125 : L'homme qui ébranla la terre (Man Who Shook the Earth)  1974
- 35/127 : L'Ogre d'or (Gold Ogre)  1974
- 36/131 : Le Magicien de la mer (Sea Magician)  1974
- 37/134 : La Pieuvre-oiseau (Feathered Octopus)  1975
- 38/137 : L'Ange des océans (Sea Angel)   1975
- 39/140 : Le Diable sur la lune (Devil on the Moon)  1975
- 40/142 : Magie mentale (Mental Wizard)  1976

### Années 1990
En 1995, l'éditeur Claude Lefrancq a débuté l'ambitieux projet de publier toute la saga de Doc Savage en français. Il a pour ce faire acquis de Condé Nast tous les droits sur Doc Savage pour la langue française. Mais les éditions Lefrancq ont fait faillite en 1998, mettant une fin définitive au projet, après la publication de treize romans. Le numéro 4 des Lefrancq en Poche (La Mort argentée) est apparu sur certains sites de vente en ligne, mais n'aurait jamais été réellement publié.
Les traductions faites à l'époque par Marabout ont été réutilisées, lorsqu'elles existaient. Elles ont été révisées par un nouveau traducteur. Seules deux traductions complètement inédites ont été publiées : Sur la piste de l'araignée (dont une traduction différente Franck Sauvage - L'araignée grise existait déjà) et Le Mystère dans la neige. Les romans sont tous crédités à Kenneth Robeson. Les traducteurs suivants sont crédités : Paul Forrestier, Claude Olivier, Jean Nicolas, Emmanuel Scavée, Stéphanie Benson, Marc De Leeuw et Phénix Services. Les illustrations de couverture originales à l'édition et sont de Patrice Sanahujas et Jean-Jacques Chaubin. La préface et la bibliographie accompagnant les Volumes sont de Alain Berguerand.
Les aventures de Doc chez Lefrancq étaient publiées sous deux formats :
Volumes : Il s'agit d'Omnibus, respectant l'ordre de publication originale (entre 700 et 1 200 pages).
Ont été publiés dans ce format :
Volume 1 (septembre 1995) :   
- L'Homme de bronze (Man of Bronze)
- Le Pays de l'épouvante (Land of Terror)
- Sur la piste de l'araignée (Quest of the Spider)
- Le Trésor polaire (Polar Treasure)
- Le Pirate du Pacifique (Pirate of the Pacific)
- Le Crâne rouge (Red Skull)
- L'Oasis perdue (Lost Oasis)
- L'Ogre des Sargasses (Sargasso Ogre)

Volume 2 (octobre 1997):
- Le Czar de la peur (Czar of Fear)
- La Cité fantôme (Phantom City)
- La Marque de la bête (Brand of the Werewolf)
- L'homme qui ébranla la terre (Man Who Shook the Earth )

En Poche: Livre de poche, ne contenant qu'un seul roman. L'ordre de publication initial était censé être le même que l'original, mais a changé ensuite.
Ont été publiés dans ce format :
- 1101 : L'Homme de bronze (Man of Bronze)  avril 1996
- 1102 : Le Pays de l'épouvante (Land of Terror) juin 1996
- 1103 : Le Mystère dans la neige (Mystery on the Snow) août 1996

### Autres
Trois séries de comics de Doc Savage ont été traduites en français :
- Marvel's Doc Savage [comic] (#1-8, octobre 1972 à janvier 1974) dans Titans (journal) de LUG (#4-11, septembre 1976 à novembre 1977)
- Marvel's Two-in-One (#21, novembre 1976) dans Spécial Strange de LUG (#15)
- Marvel's Doc Savage [B/W mag] "Curtis"(#1-3, août 1975 à janvier 1976) dans La Planète des singes de LUG (#13-19, février 1978 à août 1978).

La disposition des cases de la traduction dans Planète des Singes diffère parfois de celle de l'édition américaine. Planète des Singes #16 affiche une couverture qui ne figure pas dans la série Marvel originale (dessin pleine page couleur, inspiré de la dernière case de la page 44 du Doc Savage "Curtis" #2). Planète des Singes #19 affiche une couverture inspirée de la version américaine et entièrement repeinte et remaniée notamment au niveau du visage des personnages.
Une BD parodique a été publiée sous le nom Doc Savedge -- Le aventurier par Coucho, éditions Dargaud (octobre 1987). Elle raconte d'une manière sarcastique les aventures d'un supernul. Mis à part le nom et le fait qu'ils sont tous deux des super-héros, Doc Savedge and Doc Savage ont peu de points communs. L'auteur a simplement utilisé le nom de Doc Savage comme celui de l'archétype du super-héros.
On trouve d'autres références à Doc Savage dans la littérature, notamment dans le roman La jungle nue de Philip José Farmer, (1969), où Tarzan se trouve confronté à sa contre-partie urbaine, en l'occurrence son demi-frère (Doc Savage, appelé Doc Caliban). La rencontre continue et se conclut dans  Le Seigneur des arbres et The Mad Goblin (non traduit). L'image de Doc Savage a aussi été utilisée plus ou moins légalement pour illustrer des romans sans liens directs.

## Romans
Voir l'article : List of Doc Savage Novels (en)